# Koepel der Christelijke Studentenverenigingen Nijmegen
De Koepel der Christelijke Studentenverenigingen Nijmegen (CSN) is het samenwerkingsverband van de vijf christelijke studentenverenigingen in Nijmegen: NSN, Ichthus, VGSN-TQ, C.S.F.R. dispuut Quo Vadis en KSN.
CSN heeft als doel het vergroten van de eenheid van de verenigingen onderling en is tevens het gezamenlijke gezicht naar buiten.
CSN vertegenwoordigt, middels de politiek functionaris, de belangen van de christelijke studentenverenigingen in de Universitaire Studentenraad van de Radboud Universiteit.
Happietaria werd in 2003 voor het eerst in Nijmegen georganiseerd door de lidverenigingen en op 3 februari 2011 organiseerde CSN voor de eerste keer een Veritas-forum in Nijmegen.
Sinds 21 mei 2014 is CSN een vereniging met volledige rechtsbevoegdheid.